# Comédie shakespearienne

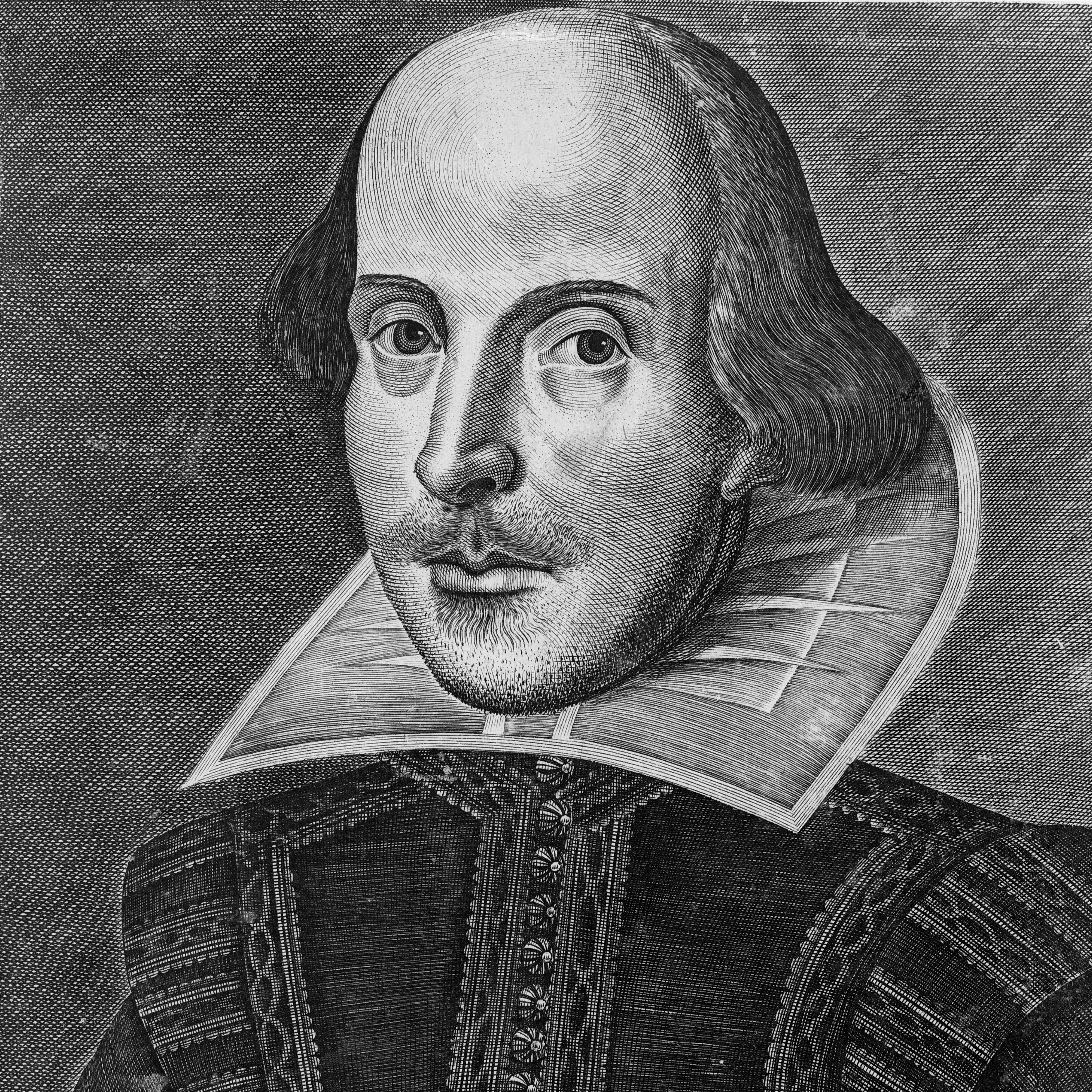
William Shakespeare.

En Angleterre à la fin du XVIe siècle, Shakespeare domine dans le théâtre élisabéthain.
Une comédie shakespearienne est celle qui a une fin heureuse, impliquant généralement les mariages entre les personnages non mariés, et un ton et un style qui est plus léger que les autres pièces de Shakespeare.

## Structure de la Comédie shakespearienne
Les Comédies de Shakespeare ont tendance aussi à inclure :
- davantage l'accent sur les situations que sur les personnages (ce qui coupe la connexion de l'audience par rapport aux personnages, de sorte que lorsque les personnages éprouvent le malheur, le public trouve toujours cela risible).
- Une lutte de jeunes amoureux afin de surmonter une difficulté, souvent présentée par les aînés.
- Séparation et réunification.
- Déception des personnages.
- Un serviteur intelligent.
- Des différends entre les personnages, souvent au sein d'une famille.
- Paroxysme intéressant, souvent avec une tournure inattendue.
- Plusieurs intrigues qui sont liées .
- Utilisation de divers styles de comédie/humour (farce, calembours, humour sec, humour truculent, plaisanteries spirituelles).
- Élément pastoral (personnes vivant une vie rurale idéalisée), à l'origine un élément d'une romance pastorale, exploitée par Shakespeare pour ses intrigues comiques, et souvent parodiés, d’où les effets humoristiques.
- Une Fin heureuse.

Cymbeline, énumérée dans cet article avec les comédies, a été, dans un premier temps, incluse parmi les tragédies, même si elle a de nombreuses caractéristiques de la « romance tardive » (y compris la fin heureuse).
À la fin de sa vie, Shakespeare a écrit dix-sept comédies.

## Liste des comédies de William Shakespeare
- Tout est bien qui finit bien
- Comme il vous plaira
- The Comedy of Errors
- Peines d'amour perdues
- Mesure pour mesure
- Le Marchand de Venise
- Les Joyeuses Commères de Windsor
- Songe d'une Nuit d’été
- Much Ado About Nothing
- La Mégère apprivoisée
- Les Deux Gentilshommes de Vérone
- Les Deux Nobles Cousins
- La Nuit des Rois

## Liste des comédies ou des Romances ultérieures de Shakespeare
- Cymbeline
- Périclès, prince de Tyr
- La Tempête
- Le Conte d'hiver